# Rattus jobiensis
Rattus jobiensis é uma espécie de roedor da família Muridae.
Apenas pode ser encontrada no seguinte país: Nova Guiné Ocidental e Indonésia.